# Религия в Либерии
По статистике, 85 процентов населения Либерии исповедует традиционное христианство, или христианство в сочетании с элементами традиционных религиозных культов. 1,5 процента практикует только традиционные местные верования. Примерно 12 процентов населения исповедует ислам. Также есть небольшой процент индуистов, сикхов, буддистов и атеистов.

## Христианство

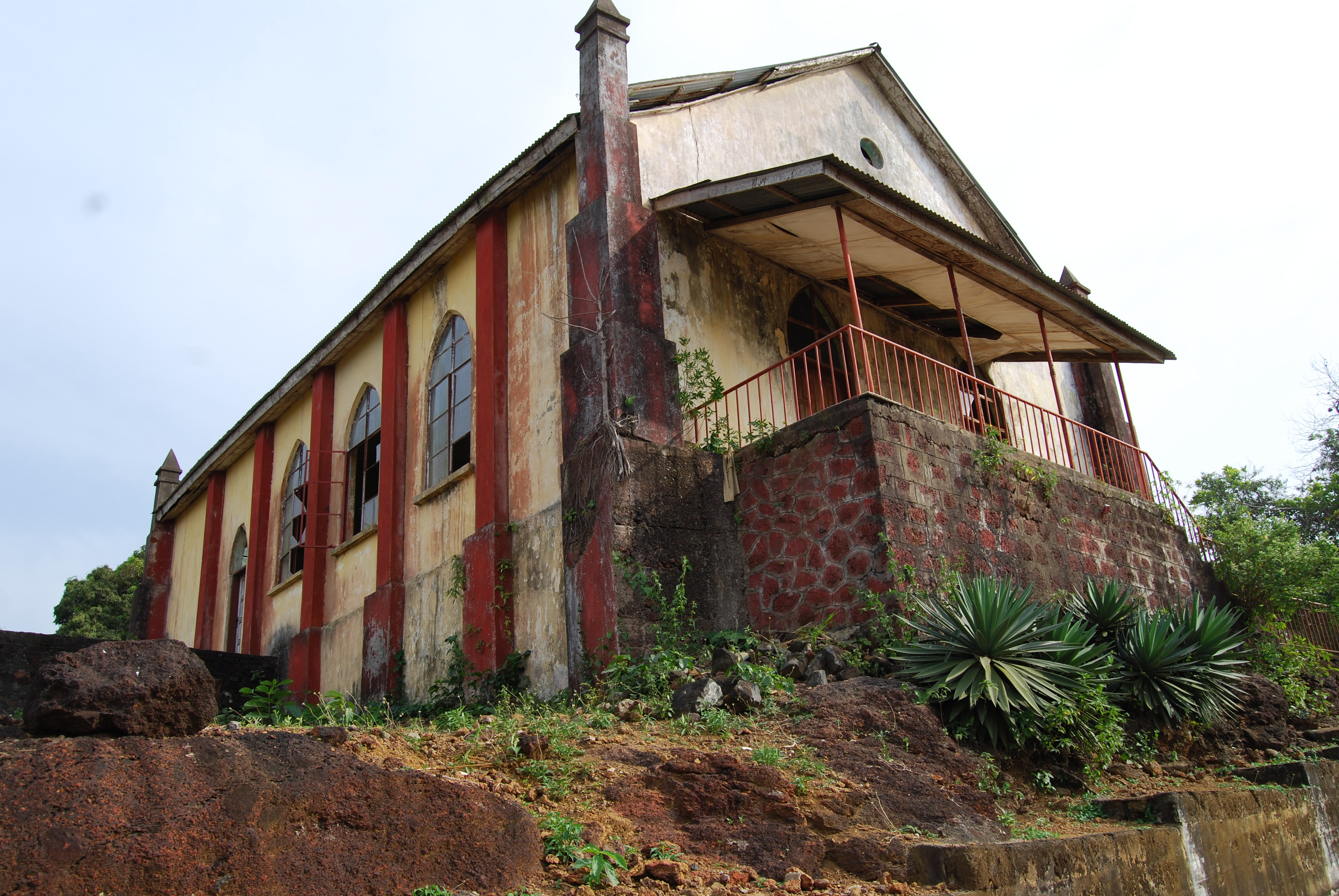
Церковь в Робертспорте.

Крупнейшей христианской конфессией в стране являются пятидесятники (свыше 200 тыс.).
Первые пятидесятнические миссионеры появились в Либерии в 1908 году. Это была группа из семи американцев, переживших пробуждение на Азуза-стрит. Сегодня, большинство пятидесятников входят в Либерийские ассамблеи Бога (75 тыс.; действуют с 1908 года) и Пятидесятнические ассамблеи мира (70 тыс.; действуют с 1919 года). Остальные являются прихожанами Церкви Бога (Аладура) (30 тыс., с 1947 года), Объединённой пятидесятнической церкви Либерии (6,4 тыс., действует с 1936 года), Свободной пятидесятнической церкви (4,6 тыс., с 1920 года), Церкви «Открытой Библии» (4 тыс., с 1935), Церкви Бога (4 тыс., с 1974 года), Церкви Бога во Христе (3 тыс., с 1945 года), церкви Господа Иисуса Христа апостольской веры (3 тыс., с 1963 года, пятидесятники-единственники), Церкви Бога в Либерии (3 тыс., с 1970, пятидесятники-единственники), Церковь Бога пророчеств (1 тыс., в 1979 года) и Церковь четырёхстороннего Евангелия (c 1983 года). В 1990-х годах в стране появились харизматические церкви, представляющие Вселенскую церковь «Царство Божие» и «Часовню на Голгофе».
Крупной конфессией являются методисты (181 тыс.), которые представлены 4 церковными союзами.
Баптистская церковь появилась в стране в 1822 году и была первой баптистской общиной в Африке. Сегодня Баптистская миссионерская и образовательная конвенция насчитывает 72 тыс. членов.
Лютеранская церковь Либерии действует с 1860 года и объединяет 71 тыс. прихожан.
Адвентистов в стране 22,5 тыс. человек. С 2003 года в Либерии работает Адвентистский университет Западной Африки.
Помимо вышеперечисленных в стране есть пресвитериане (действуют с 1833 года), англикане из Епископальной церкви (с 1836 года) и католики (150 тыс.).
Парахристианские группы представлены мормонами и свидетелями Иеговы.

## Ислам

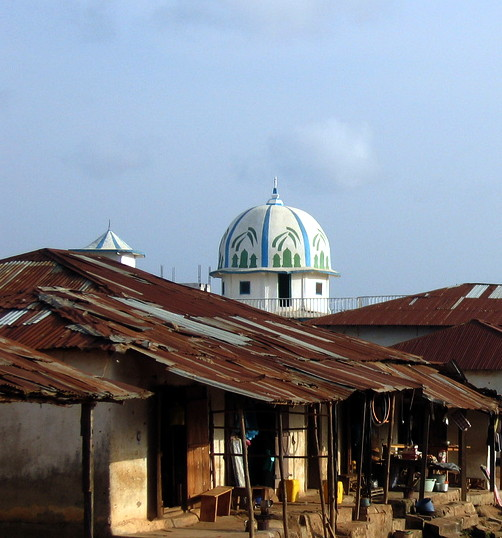
Мечеть в городе Воинджама

Ислам в основном распространен среди этнических групп Мандинго и Вай. Вай обитают преимущественно на западе, а мандинго распространены по всей стране.

## Бахаи
Развитие бахаи в Либерии началось ещё в 1952 году. Уже к концу 1963 года было возведено пять сборов. Бахаисты создали первое национальное Духовное Собрание в 1975 году. Община сильно пострадала от первой либерийской гражданской войны, но восстановилась полностью уже в 1998 году. Большое число иностранных миссионерских организаций работают открыто и свободно в стране. Конституция предусматривает свободу вероисповедания, и правительство в целом соблюдает это право на практике. Несмотря на частые взаимодействия между религиозными группами, некоторая напряженность сохраняется. Многие социальные злоупотребления и дискриминация на основе религиозных убеждений всё ещё встречаются на бытовом уровне.